# Maura Viceconte
Maura Viceconte (Susa, 3 oktober 1967 - 10 februari 2019) was een Italiaanse langeafstandsloopster die gespecialiseerd was in de marathon. Ze werd meervoudig Italiaans kampioene op diverse lange afstanden en vestigde Italiaanse records op de baan en de weg. Ze nam tweemaal deel aan de Olympische Spelen (1996 en 2000) en werd bij die laatste gelegenheid twaalfde op de marathon.

## Loopbaan
Haar eerste succes boekte Viceconte in 1994 door Italiaans kampioene te worden op de marathon. In het jaar erop won ze de marathon van Venetië en in 1997 de marathon van Monaco.
Op de Europese kampioenschappen van 1998 in Stuttgart won ze op de marathon een bronzen medaille achter de Portugese Manuela Machado (goud) en Russische Madina Biktagirowa (zilver).
Op de Olympische Spelen van Sydney in 2000 werd Viceconte twaalfde in 2:29.26. Op de marathon van Wenen dat jaar liep ze met 2:23.47 het huidige parcoursrecord en een Italiaans record. Verdere overwinningen zijn de marathon van Rome in 1999 en de marathon van Praag in 2001.
In februari 2019 pleegde ze zelfmoord op 51-jarige leeftijd door ophanging.

## Titels
- Italiaans kampioene 10.000 m - 2002
- Italiaans kampioene halve marathon - 2000, 2001
- Italiaans kampioene marathon - 1994, 1995

## Persoonlijke records
Baan
| Onderdeel | Prestatie     | Datum           | Plaats    |
| --------- | ------------- | --------------- | --------- |
| 3000 m    | 9.15,52       | 10 juli 1994    | Padua     |
| 5000 m    | 15.18,80      | 16 juli 2000    | Gateshead |
| 10.000 m  | 31.05,57 (NR) | 5 augustus 2000 | Heusden   |

Weg
| Onderdeel      | Prestatie       | Datum            | Plaats          |
| -------------- | --------------- | ---------------- | --------------- |
| 10 km          | 33.04           | 26 december 1995 | Fiumicino       |
| 15 km          | 49.17           | 30 april 2000    | Montreuil       |
| halve marathon | 1:09.19 (ex-NR) | 22 april 2001    | Vitry-sur-Seine |
| marathon       | 2:23.47 (ex-NR) | 21 mei 2000      | Wenen           |

## Palmares

### 5000 m
- 2000: 4e European Cup in Gateshead - 15.18,80
- 2002: 5e European Cup Super League in Annecy - 16.12,24
- 2003: 4e Donna Sprint in Trento - 16.24,48

### 10.000 m
- 1993: 7e Italiaanse kamp. - 35.42,91
- 1994: 7e Italiaanse kamp. - 34.41,58
- 1995:  Italiaanse kamp. - 33.05,56
- 1997: 5e Italiaanse kamp. - 33.26,40
- 2000: 5e Nacht van de Atletiek - 31.05,57
- 2002:  Italiaanse kamp. - 32.20,61
- 2002: 12e EK - 32.12,66
- 2003: 4e Italiaanse kamp. - 33.53,02

### 5 km
- 1997:  Boclassic International Silvesterlauf in Bolzano - 16.04
- 1999: 5e Schweizer Frauenlauf in Bern - 16.03,4
- 2000:  Schweizer Frauenlauf in Bern - 15.44,6
- 2001: 4e Schweizer Frauenlauf in Bern - 15.44,4
- 2001:  Trofeo Ricci in Porto Santelpidio - 16.41
- 2002:  Scalata al Castello in Arezzo - 16.19

### 10 km
- 1992:  Best Woman in Fiumicino - 33.44
- 1995:  Best Woman in Fiumicino - 33.04
- 1998:  Avon Running in Milaan - 33.34
- 1999:  Avon Running in Milaan - 33.29
- 2001:  Best Woman in Fiumicino - 33.29
- 2002:  Avon Running in Milaan - 33.24
- 2002: 4e Tilburg - 34.03
- 2003:  Avon Running in Milaan - 33.10
- 2004: 4e Avon Running in Milaan - 34.17

### 15 km
- 2000:  La Courneuve - 49.16

### halve marathon
- 1992:  halve marathon van Triggiano - 1:12.30
- 1993:  halve marathon van Milaan - 1:18.25
- 1994: 5e halve marathon van Milaan - 1:12.58
- 1994:  halve marathon van Cairo Montenotte - 1:14.10
- 1994:  halve marathon van Gargano - 1:10.54
- 1995:  halve marathon van San Bartolomeo in Bosco - 1:16.19
- 1995: 5e halve marathon van Ostia - 1:14.33
- 1995:  halve marathon van Pistoia - 1:17.18
- 1995:  halve marathon van Cairo Montenotte - 1:12.40
- 1995: 9e WK in Belfort - 1:11.32
- 1996:  halve marathon van San Bartolomeo in Bosco - 1:13.44
- 1998:  halve marathon van Pieve di Cento - 1:11.24
- 1998:  halve marathon van Bologna - 1:12.05
- 1999:  halve marathon van Ferrara - 1:13.00
- 2000:  halve marathon van Ostia - 1:11.07
- 2000:  halve marathon van Bologna - 1:10.48
- 2001:  halve marathon van Vitry-sur-Seine - 1:09.19
- 2001:  halve marathon van Setúbal - 1:11.25
- 2001:  halve marathon van Arezzo - 1:12.55
- 2004: 5e halve marathon van Ribarroja - 1:19.22
- 2004: 5e halve marathon van Napels - 1:14.12

### marathon
- 1994:  marathon van Cesano Boscone - 2:35.15
- 1995: 15e marathon van Athene - 2:38.22
- 1995:  marathon van Venetië
- 1996: DNF OS
- 1997:  marathon van Capri - 2:33.31
- 1997:  marathon van Monte Carlo - 2:28.16
- 1998:  marathon van Los Angeles - 2:34.13
- 1998:  EK - 2:28.31
- 1998:  marathon van Capri - 2:31.23
- 1999:  marathon van Rome - 2:29.36
- 2000:  marathon van Wenen - 2:23.47
- 2000: 12e OS - 2:29.26
- 2001:  marathon van Praag - 2:26.33
- 2003:  marathon van Napels - 2:33.36
- 2003:  marathon van Turijn - 2:29.13
- 2004:  marathon van Trévis - 2:40.29